# Marcillac-la-Croze
Marcillac-la-Croze é uma comuna francesa na região administrativa da Nova Aquitânia, no departamento de Corrèze. Estende-se por uma área de 6,11 km². Em 2010 a comuna tinha 175 habitantes (densidade: 28,6 hab./km²).